# Winterthur Group

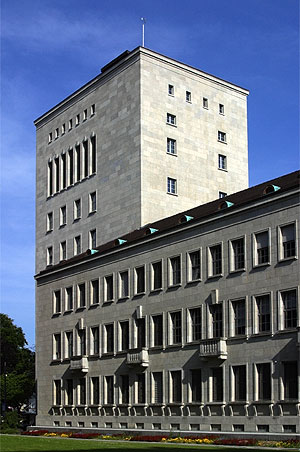
Voormalig hoofdkantoor van de Winterthur Group

Winterthur Group is een internationale verzekeringsgroep, in 1875 in het Zwitserse Winterthur opgericht, dat behoorde tot de tien grootste verzekeraars van Europa. In 2006 werd de groep overgenomen door het Franse AXA, en geleidelijk in deze groep opgenomen.

## Geschiedenis
Het bedrijf werd in 1875 opgericht in Winterthur als Schweizerische Unfallversicherungs-Aktiengesellschaft. In 1997 ging de groep samen met Credit Suisse, met de bedoeling om één grote financiële groep te vormen, en gezamenlijk hun producten aan te bieden. Bij de overname werd de waarde van Winterthur op 12,5 miljard Zwitserse frank geschat. In 2004 veranderde de strategie bij Credit Suisse, en voor Winterthur werd een nieuwe verkoop of een beursgang gepland. Zeker toen voor een overname geen partij kon worden gevonden die beantwoordde aan de financiële eisen van CSG, werd een beursgang verder voorbereid. Eind maart 2006 zou het concern ongeveer 9,4 miljard SFr. waard geweest zijn. Uiteindelijk werd het bedrijf op 14 juni 2006 voor € 7,9 miljard verkocht, en werd het idee van een beursgang weer opgeborgen. Met de verkoop ging een grote vermindering van het aantal arbeidsplaatsen gepaard. Zo werd voor 2007 aangekondigd dat alleen al in Zwitserland 350 arbeidsplaatsen zouden worden geschrapt.

## Nederland
De activiteiten van de Nederlandse tak van Winterthur Versicherungen (Winterthur Verzekeringen (Leven en schade) werden in aparte NV's in een holding ondergebracht. De activiteiten van het leven en schadebedrijf bleken in de jaren vanaf 1998 bijzonder winstgevend te zijn. Niet in de laatste plaats door een sterk accent op de kostenbesparing - die overigens niet gold voor de beloning van het management - maar ook door een heel selectief marketingbeleid en een sterke gerichtheid op alleen de winstgevende zaken. Door die restrictieve houding heeft Winterthur Verzekeringen nooit de sprong voorwaarts kunnen maken om uit de handen van kopers te blijven. Inmiddels is Winterthur Verzekeringen van de Nederlandse markt verdwenen. Via AXA is het bedrijf in handen van SNS Reaal gekomen.
- Gemeinsame Normdatei: 275433-2
- Historisch woordenboek van Zwitserland: 041837
- International Standard Name Identifier: 0000 0001 2247 9831
- Library of Congress Control Number: n2007067112
- LIBRIS: 263513
- Système universitaire de documentation: 26192155X
- Virtual International Authority File: 125908441